# 石原敬士
石原 敬士（いしはら たかひと、1968年7月16日 - ）は、日本のフリーアナウンサー。愛知県愛知郡東郷町出身。
元テレビ新広島アナウンサー。愛称はイッシ。

## 来歴
東郷町立春木中学校の後輩には元西武の石川貢がいる。東郷高校時代は応援団、法政大学経営学部時代はアナウンス研究会と学生赤十字奉仕団に所属。
大学卒業後、1991年にテレビ新広島（tss）へ入社。スポーツアナウンサーとして広島東洋カープやサンフレッチェ広島の試合を実況する一方で、「tssスーパーニュース」金曜日のキャスターも務めていた。2003年には、サンフレッチェの応援歌CD「Goal&Proud」に収録されている「The Road To Champ(Power Voice Mix)」に、「Hiroshima Power Voice Allstars（広島各局のアナウンサー代表）」のtss代表として参加している。
2005年3月31日にtssを退社し、フリーアナウンサーに転向。現在は西岡明彦が設立した「フットメディア」に所属し、スポーツ実況を中心に活動中。

## フリー転向後の出演番組
- テレビ愛知 10チャンベースボール（テレビ愛知）実況。ベンチリポーター。
- J SPORTS STADIUM（J SPORTS）実況。主にロッテ戦担当だが、愛知県出身かつ元tssということもあり、中日・広島戦を担当することもある。
- メジャーリーグ中継 (J SPORTS) 実況。
- J-WAVE HEADLINE NEWS（J-WAVE）月曜深夜～火曜早朝担当
- プロ野球ニュース（地上波時代にtssアナとして、CS移行後にフリーアナとして出演）
- SAMURAI BASEBALL（TBSチャンネル）実況
- LIONS BASEBALL L!VE (フジテレビTWO) 実況、ベンチレポーター。
- ニコニコ生放送 横浜DeNAベイスターズ主催試合中継、サッカーブンデスリーガ、セリエAの実況を担当。横浜DeNAベイスターズの中継は解説者無し、実況のみの中継であるため[2]、生放送で流れるコメントを時々拾いながら実況している[3]。

## テレビ新広島時代の出演番組
- めざましテレビ（広島中継）
- tssスーパーニュース（金曜日）
- 釣りごろつられごろ
- プロ野球ニュース（広島戦）
- すぽると!（広島中継）
- プロ野球中継他スポーツ中継（サッカーなど）